# 胡泽红
胡泽红(1963年—)，浙江杭州人，出生于越剧世家，原北京红旗越剧团王派花旦。其父亲为著名编剧胡小孩，因出演《红楼梦》中的贾惜春而知名。2000年后退出娱乐圈，现在经营一家广告公司。
胡泽红在《红楼梦》拍摄完毕后依旧回到了北京红旗越剧团，1990年代初又开始经商，期间也陆陆续续演过一些影视剧，如《唐明皇》、《书剑恩仇录》、《国权》、《青年乌兰夫》等，但没什么反响。到了2000年后，基本与演艺圈无缘，专心做起了生意。
2010年，在接受《娱乐现场》记者采访时表示自己还是不想放弃演艺，想成为影视制片人。